# Nikolai Miligulo
Nikolai Miligulo (né le 27 décembre 1936 à Minsk) est un gymnaste soviétique qui a été médaillé d'argent lors du concours par équipes en gymnastique artistique lors des Jeux olympiques d'été de 1960.

## Palmarès

### Jeux olympiques
- Rome 1960
  -  médaille d'argent au concours par équipes[1]